# Громаков, Владимир Яковлевич
 Владимир Яковлевич Громаков  (22 августа 1935, Новошахтинск — 22 мая 2023, Уфа) — главный инженер, управляющий трестом «Салаватстрой» (1967—1971), начальник управления «Главбашстрой», председатель обкома профсоюзов БАССР (1988—2002). Депутат Верховного Совета Башкирской АССР десятого и одиннадцатого созывов. Заслуженный строитель РСФСР (1985).

## Биография
Владимир Громаков родился 22 августа 1935 года в городе Шахтинск Ростовской области.
Окончил Ростовский горный техникум, а в 1960 году — Ростовский инженерно-строительный институт по специальности инженер-строитель.
После окончания института с 1960 по 1977 год работал в тресте «Салаватстрой» мастером, прорабом, старшим прорабом, с 1967г — главным инженером, начальником строительного управления, главным инженером, с 1971 г — управляющим трестом; в 1977—1988 гг. — начальником управления «Главбашстрой»; в 1988—2002 годы — председателем обкома профсоюзов БАССР.
Внес значительный вклад в развитие капитального строительства Республики Башкортостан. Под руководством Громакова В. Я. построены корпуса Белорецкого металлургического комбината, СНОС, Салаватстекло, Уфанефтехим, жилье и социальные объекты.
Под его руководством республиканский комитет профсоюза оказывал содействие экономическому и социальному развитию трудовых коллективов, координировал деятельность первичных профсоюзных организаций по защите социально-экономических прав и интересов членов профсоюза.
Жил в Уфе. Скончался 22 мая 2023 года.

## Награды
Лауреат Государственной премии СССР (1979), заслуженный строитель РСФСР (1985).
Награждён орденами Ленина (1981), Октябрьской Революции (1974), медалями.